# Condado de Manitowoc
El condado de Manitowoc (en inglés: Manitowoc County), fundado en 1807, es uno de 72 condados del estado estadounidense de Wisconsin. En el año 2000, el condado tenía una población de 82,887 habitantes y una densidad poblacional de 54 personas por km². La sede del condado es Manitowoc.

## Geografía
Según la Oficina del Censo, el condado tiene un área total de 3,869 km², de la cual 1,532 km² es tierra y 2,337 km² (60.40%) es agua.

### Condados adyacentes
- Condado de Kewaunee (noreste)
- Lago Míchigan (este)
- Condado de Sheboygan (sur)
- Condado de Calumet (oeste)
- Condado de Brown (noroeste)

## Demografía
En el censo de 2000, había 82,887 personas, 32,721 hogares y 22,348 familias residiendo en el condado. La densidad poblacional era de 54 personas por km². En el 2000 había 34,651 unidades habitacionales en una densidad de 23 por km². La demografía del condado era de 95.90% blancos, 0.30% afroamericanos, 0.43% amerindios, 1.98% asiáticos, 0.04% isleños del Pacífico, 0.60% de otras razas y 0.76% de dos o más razas. 1.62% de la población era de origen hispano o latino de cualquier raza.

## Localidades

### Ciudades y pueblos
- Cato
- Centerville
- Cleveland
- Cooperstown
- Eaton
- Francis Creek
- Franklin
- Gibson
- Kiel
- Kellnersville
- Kossuth
- Liberty
- Manitowoc Rapids
- Manitowoc
- Manitowoc
- Maple Grove
- Maribel
- Meeme
- Mishicot
- Mishicot
- Newton
- Reedsville
- Rockland
- Schleswig
- St. Nazianz
- Two Creeks
- Two Rivers
- Two Rivers
- Valders
- Whitelaw

### Áreas no incorporadas
- Branch
- Collins
- Millhome
- School Hill
- Steinthal
- Tisch Mills